# Anders Åström den yngre

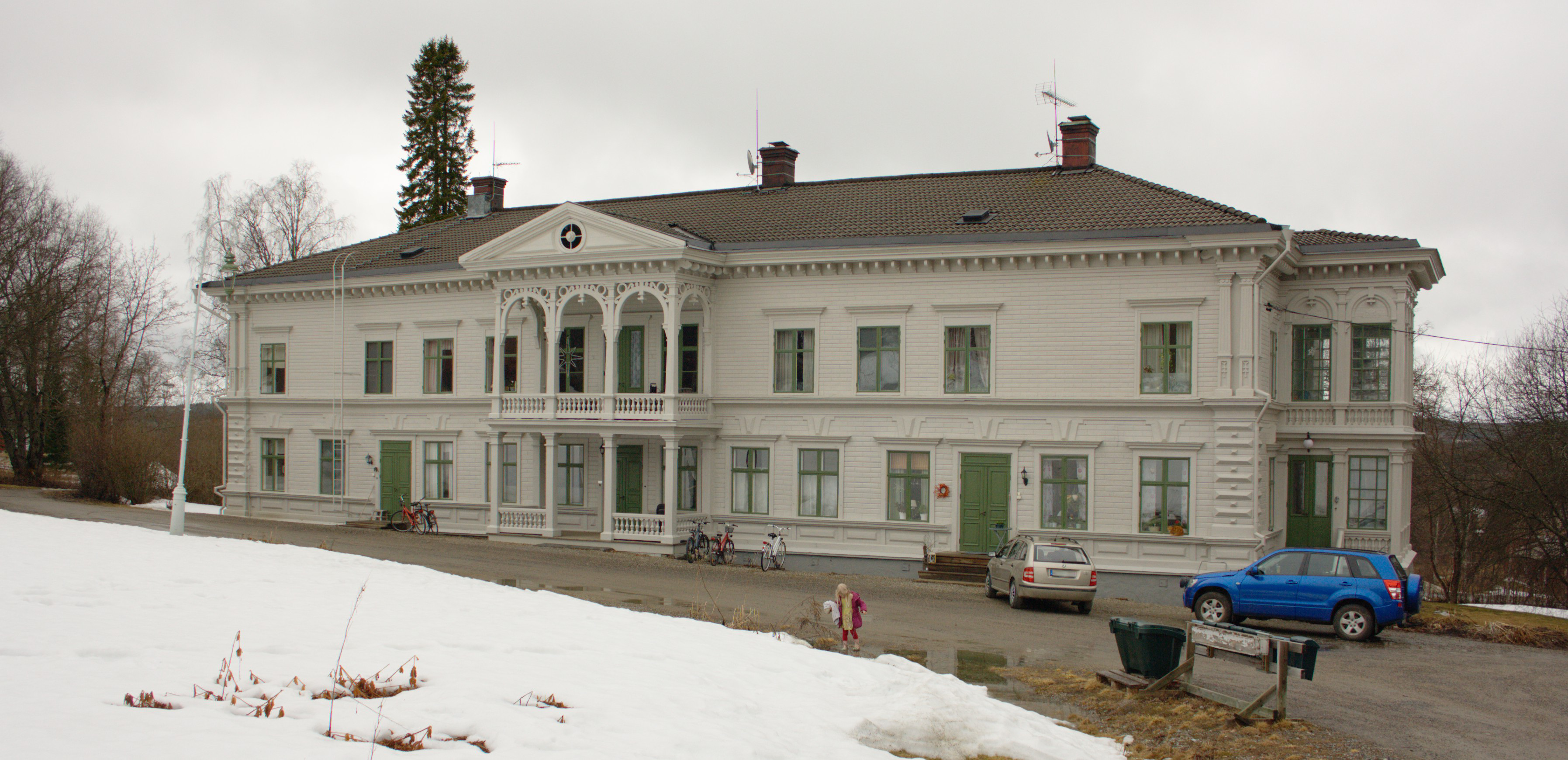
Åströmska gården i Vindeln

Anders Åström, vanligen kallad Anders Åström den yngre, född 17 oktober 1859 i Degerfors socken, Västerbotten, död 22 juni 1915 där, var en svensk företagsledare, köpman och riksdagspolitiker.

## Biografi
Anders Åström var son till Anders Åström den äldre (1818–1876) från Vindel-Ånäset, en centralgestalt i Vindelns ekonomiska och politiska liv som varit med och anlagt Sandviks ångsåg. Efter faderns död 1876 tog Anders Åström den yngre över det åströmska handelshuset och engagerade sig samtidigt alltmer i sågverksindustrin. Åström blev chef för Umeå flottningsförening när denna bildades 1888, var en av grundarna av Umeå tjärexport AB 1892 och var från 1897 chef för Sandviks Ångsågs AB. Han övertog och renoverade även Åströmska gården som nu är klassad som byggnadsminne.
Åren 1891–1893 var Anders Åström ledamot av riksdagens andra kammare för högern. Han ställde upp i andrakammarvalet 1899 i Nordmalings, Bjurholms och Degerfors tingslags valkrets men förlorade till Adolf Wiklund. Åström återkom till riksdagen 1909 som ledamot av första kammaren för Västerbottens län där han var aktiv fram till sin död, först för Första kammarens moderata parti och därefter för Första kammarens nationella parti. Han var frihandlare.
Anders Åström var gift med Ellen Behrling, född 1864 i Klara församling, Stockholm, och fick med henne tre barn. Efter Anders Åströms död drevs företaget Umeå tjärexport AB vidare av hans yngste son, jägmästaren Birger Åström (1892–1931), och därefter av dennes änka Ingegerd Åström Levander, född Weibring (1901–1996).